# John T. Wasson
John T. Wasson (* 4. Juli 1934 in Springtown; † 7. September 2020 in Los Angeles) war ein US-amerikanischer Geochemiker.

## Leben
John T. Wasson wuchs in einer ländlichen Gegend auf und studierte an der University of Arkansas und am Massachusetts Institute of Technology. Nach Abschluss des Studiums im Jahr 1958 ging er nach Deutschland und studierte an der Ludwig-Maximilians-Universität München, wo er auch seine zukünftige Ehefrau kennenlernte, mit der er zwei Kinder hat. Später ging er wieder in die Vereinigten Staaten, wo er 1964 Professor für Geochemie und Chemie an der University of California, Los Angeles wurde. Er war Mitbegründer der universitätseigenen Meteoritensammlung. Wasson schrieb zwei Bücher und veröffentlichte über 300 wissenschaftliche Artikel über chemische und petrologische Eigenschaften von Meteoriten. Er war Vorsitzender der Meteoritical Society und wurde 1992 mit der Leonard Medal geehrt. 2003 erhielt er die J. Lawrence Smith Medal der National Academy of Sciences. John T. Wasson galt als Experte für seltene Eisenmeteoriten und Chondrite. Darüber hinaus beschäftigte er sich auch mit Chondren und Tektiten. Das Mineral Wassonit wurde nach ihm benannt. Er war Mitglied der Königlich Dänischen Akademie der Wissenschaften.

## Werke
- John T. Wasson: Meteorites: Classification and Properties. In: Minerals, Rocks and Mountains. Band 10. Springer-Verlag, 1974, ISBN 978-3-642-65865-5.
- John T. Wasson: Meteorites: Their Record of Early Solar-System History. W.H.Freeman & Co, 1985, ISBN 978-0-7167-1700-3.